# Años 240
Los años 240 o década del 240 empezó el 1 de enero del 240 y terminó el 31 de diciembre del 249.

## Personas destacadas
- Gordiano III, emperador romano.
- Filipo el Árabe, emperador romano.
- Traiano Decio, emperador romano.